# Long Live Rock ’n’ Roll
Long Live Rock ’n’ Roll – album grupy Rainbow wydany 9 kwietnia 1978 r. przez Polydor Records. Płyta ta zawiera utwory hardrockowe, niekiedy inspirowane muzyką wschodu („Gates of Babylon”). Całość kończy nostalgiczna, siedmiominutowa ballada „Rainbow Eyes”, zagrana z kilkuosobową orkiestrą. Oryginalnie wydany na płycie gramofonowej, w 1988 album ukazał się w formie płyty kompaktowej.

## Lista utworów
Wszystkie, z wyjątkiem opisanych skomponowali Ritchie Blackmore i Ronnie James Dio.

### Strona A
| 1. | „Long Live Rock ’n’ Roll” | 4:21  |
|    |                           |       |
| 2. | „Lady of the Lake”        | 3:39  |
|    |                           |       |
| 3. | „L.A. Connection”         | 5:02  |
|    |                           |       |
| 4. | „Gates of Babylon”        | 6:49  |
|    |                           |       |
|    |                           | 19:51 |
|    |                           |       |

### Strona B
| 5. | „Kill the King” (Blackmore/Dio/Powell)     | 4:29  |
|    |                                            |       |
| 6. | „The Shed (Subtle)” (Blackmore/Dio/Powell) | 4:47  |
|    |                                            |       |
| 7. | „Sensitive to Light”                       | 3:07  |
|    |                                            |       |
| 8. | „Rainbow Eyes”                             | 7:11  |
|    |                                            |       |
|    |                                            | 19:34 |
|    |                                            |       |

## Wykonawcy
- Ritchie Blackmore – gitara
- Ronnie James Dio – śpiew
- David Stone – instrumenty klawiszowe
- Bob Daisley – gitara basowa
- Cozy Powell – perkusja

oraz
- Bavarian String Ensemble pod dyrekcją Rainera Pietscha w utworze „Gates Of Babylon"
- Ferenc Kiss i Nico Nicolicv – altówka w utworze „Rainbow Eyes"
- Karl Heinz Feit – wiolonczela w utworze „Rainbow Eyes"
- Rudi Risavy i Max Hecker – flet w utworze „Rainbow Eyes"

## Single
- 1978 – Long Live Rock ’n’ Roll/Sensitive to Light
- 1978 – L.A. Connection/Lady of the Lake